# Elżbieta Mączka
Elżbieta Mączka (ur. 14 października 1956 w Warszawie, zm. 5 grudnia 1980 tamże) – polska niepełnosprawna pływaczka, medalistka paraolimpijska.

## Życiorys
Niepełnosprawność nabyła w wyniku choroby Heinego-Medina. Pływanie uprawiała od drugiego roku życia – początkowo wyłącznie w ramach rehabilitacji ruchowej. Była zawodniczką klubu Start Warszawa.
Uczestniczka Letnich Igrzysk Paraolimpijskich 1976 w Toronto. Wystartowała wyłącznie w sztafecie 3 × 50 m stylem zmiennym 2–4, w której zdobyła srebrny medal (wespół z Anną Pogorzelską-Hillebrandt i Grażyną Sobczak). Zgłoszona była także do innych konkurencji, jednak nie zdążyła wziąć w nich udziału z powodu bojkotu zawodów przez Polskę, będącego następstwem uczestnictwa zawodników z RPA.
Ukończyła Liceum Ogólnokształcące przy ul. Nowowiejskiej w Warszawie. Absolwentka Uniwersytetu w Sofii (studiowała slawistykę i anglistykę).